# Velika Varnica
Velika Varnica este o localitate din comuna Videm, Slovenia, cu o populație de 223 de locuitori.